# Etravirina
Etravirina, também conhecido pelo nome comercial Tibotec, é um fármaco aprovado nos Estados Unidos para o tratamento do HIV. É um inibidor não-nucleosídio da transcriptase reversa.  Em Janeiro de 2008, a Food and Drug Administration (FDA) aprovou a sua utilização para pacientes com resistência a outras drogas estabelecida.
O medicamento é oferecido pelo SUS desde 2017